# Diplosoma luckhoffii
Diplosoma luckhoffii är en isörtsväxtart som först beskrevs av L. Bol., och fick sitt nu gällande namn av Schwant. Diplosoma luckhoffii ingår i släktet Diplosoma och familjen isörtsväxter. Inga underarter finns listade i Catalogue of Life.